# Benjamin Fall
Pour les articles homonymes, voir Fall.

a Compétitions nationales et continentales officielles uniquement.

b Matchs officiels uniquement.
Dernière mise à jour le 2 octobre 2021.
Benjamin Fall, né le 3 mars 1989 à Langon (Gironde), est un joueur français de rugby à XV d'origine sénégalaise par son père. Il évolue aux postes d'ailier et d'arrière au sein de l'effectif d'Oyonnax rugby.
Avec le Montpellier HR, il remporte le Challenge européen en 2016. Avec le XV de France, il remporte le Tournoi des Six Nations 2010.

## Carrière
Benjamin Fall est né d’un père basketteur qui a notamment joué au JSA de Bordeaux d’origine sénégalaise, Souleymane Fall, et d’une mère infirmière.
Après avoir brillamment pratiqué différents sports comme la natation et l'athlétisme, Benjamin Fall se met au rugby à l'âge de 16 ans dans sa ville natale de Langon. Celui qui rêvait de devenir rugbyman professionnel signe à l'Union Bordeaux Bègles en 2007. Formé au poste d'ailier, le jeune joueur est recruté par l'Aviron bayonnais après seulement une saison en Gironde.
Il a fait partie de l'équipe de France des moins de 20 ans au championnat du monde junior 2008.
Il honore sa première cape internationale en équipe de France le 21 novembre 2009 contre l'équipe des Samoa. Il marque lors de ce match son premier essai. Titulaire à l'aile gauche pour le premier match du Tournoi des Six Nations 2010 (et blessé ensuite), il remporte le grand chelem.
Rapidement, Benjamin Fall se fait une place dans l'effectif bayonnais et enchaîne les bonnes prestations, qu'il joue à l'aile ou à l'arrière. Ce succès attire les convoitises et le 4 mai 2010, son transfert est annoncé au Racing Métro 92. Le club francilien débourse la somme de 506 000 euros, se décomposant en 300 000 euros, montant de la clause libératoire, et 206 000 euros d'indemnités réglementaires de formation pour racheter les dernières années de contrat à Bayonne. Il devient donc le plus gros transfert de l'histoire du rugby professionnel en France.
En novembre 2010, il est invité avec les Barbarians français pour jouer un match contre les Tonga au Stade des Alpes à Grenoble. Ce match est aussi le jubilé de Jean-Baptiste Élissalde. Les Baa-Baas s'inclinent 27 à 28.
En 2012, il est appelé par Philippe Saint-André pour participer à la tournée dans l'hémisphère sud, en Argentine, où il inscrit un essai. Ses blessures l'empêchent de s'installer durablement en équipe de France, malgré des caractéristiques physiques remarquables.
Toutefois son passage au Racing est mitigé. Il alterne blessures et matchs de haut niveau comme le prouve sa prestation en demi-finale du Top 14 2010-2011 lors de la rencontre perdue face à Montpellier. Il quitte le club en 2014 et rejoint le Montpellier Hérault rugby.
Guy Novès compte sur lui pour le Tournoi des Six Nations 2016 mais il déclare forfait. Peu après son arrivée, son successeur, Jacques Brunel, le sélectionne pour préparer le Tournoi des Six Nations 2018. Il commence la compétition comme remplaçant.
En 2016, il remporte le Challenge européen avec Montpellier. Il participe également à la finale du Top 14 au Stade de France en 2018, perdue 29 à 13 face au Castres olympique.
A l'orée de la saison 2018-2019, il est intégré à la liste des joueurs protégés XV de France et participe au premier stage de développement du 5 au 12 juillet 2018 au CNR de Marcoussis,. Il n'est pas sélectionné en fin de saison pour participer à la Coupe du monde au Japon.
Non conservé par le MHR à l'issue de la saison 2019-2020, après six saisons au club, il se retrouve sans club au début de la saison 2020-2021, avant de signer à Oyonnax, en Pro D2.
Il ne joue qu'une saison avec Oyonnax, et quitte le club après avoir été une nouvelle fois perturbé par les blessures.
En avril 2023, il annonce officiellement la fin de sa carrière de joueur, et sa reconversion dans la préparation physique.

## Palmarès

### En équipe nationale
- Vainqueur du Grand Chelem lors du Tournoi des Six Nations 2010

### En club
- Vainqueur du Challenge européen en 2016 avec le Montpellier HR.
- Finaliste du Championnat de France de première division en 2018 avec le Montpellier HR.

## Statistiques
- 14 sélections en équipe de France : 1 en 2009, 1 en 2010 et 1 en 2012, 3 en 2013 et 8 en 2018[2]
- 15 points, soit 3 essais.

### Tournoi des Six Nations
| Édition          | Rang | Résultats France | Résultats Fall | Matchs Fall |
| ---------------- | ---- | ---------------- | -------------- | ----------- |
| Six Nations 2010 | 1    | 5 v, 0 n, 0 d    | 1 v, 0 n, 0 d  | 1/5         |
| Six Nations 2013 | 6    | 1 v, 1 n, 3 d    | 0 v, 0 n, 3 d  | 3/5         |
| Six Nations 2018 | 4    | 2 v, 0 n, 3 d    | 2 v, 0 n, 2 d  | 4/5         |

Légende : v = victoire ; n = match nul ; d = défaite ; la ligne est en gras quand il y a Grand Chelem.

### Liste des essais
| Essai | Adversaire | Lieu               | Stade                   | Compétition                  | Date             | Résultat |
| ----- | ---------- | ------------------ | ----------------------- | ---------------------------- | ---------------- | -------- |
| 1     | Samoa      | Paris, France      | Stade de France         | Test match                   | 21 novembre 2009 | Victoire |
| 2     | Argentine  | Tucumán, Argentine | Stade José-Fierro       | Test match                   | 23 juin 2012     | Victoire |
| 3     | Italie     | Rome, Italie       | Stade olympique de Rome | Tournoi des Six Nations 2013 | 3 février 2013   | Défaite  |